# Zé Carlos (Fußballspieler, 1980)
José Carlos Garcia Leal (* 15. Juli 1980 in Manga), auch bekannt als Zé Carlos, ist ein ehemaliger brasilianischer Fußballspieler.

## Karriere
Zé Carlos begann seine Karriere 1999 beim Zweitligisten Goiás EC. 1999 feierte er mit dem Verein die Zweitligameisterschaft und den Aufstieg in die erste Liga. Von 2003 bis 2004 spielte er bei AD São Caetano und SC Corinthians. 2005 wechselte er zum japanischen Erstligisten Cerezo Osaka. Am Ende der J1 League 2006 stieg der Verein in die zweite Liga ab. Für den Verein bestritt er 88 Erstligaspiele und schoss dabei 16 Tore. 2008 kehrte er nach Brasilien zurück und unterschrieb einen Vertrag bei Botafogo FR. 2008 erreichte er mit dem Verein das Halbfinale des Copa do Brasil. 2009 wechselte er zu Goiás EC. 2010 wechselte er zum Zweitligisten Náutico Capibaribe. Danach spielte er bei SER Caxias do Sul, Grêmio Barueri, AA Aparecidense und Ituano FC.